# Педро Беніто
Педро Альберто Беніто Пономар (ісп. Pedro Alberto Benito Ponomar; нар. 27 березня 2000, Кадіс, Іспанія) — іспанський футболіст, нападник «Альбасете».

## Клубна кар'єра
З дитинства Педро Беніто був нерозривно пов’язаний зі світом футболу. Спочатку займався футзалом у «Вальделаграно» та «Павії». З 2005 року сконцентрувався на футболі у клубі «Ель-Пуерто де Санта-Марія», а згодом приєднався до молодіжної академії «Альмерії», де провів три сезони. 
Транзитом через «Альмерію» опинився в «Суонсі Сіті». Наступного року на один сезон повернувся до «Альмерії», але вже незабаром після цього став гравцем «Анартосіса» з Першого дивізіону Кіпру. Після повернення до Іспанії  приєднався до столичного «Канілласа». У 2018 році виїхав до Сполучених Штатів Америки, виступав за футбольну команду Університету Оклагома Веслеян.
Наступного курсу, вже будучи старшим гравцем, виступав за «Раннін Балдогс» з Великої південної конференції, яка входить до Дивізіону I, вищого дивізіону NCAA, найввищої університетської ліги Сполучених Штатів Америки. У вересні 2020 року повернувся до Іспанії та підписав контракт з іншим університетським клубом, цього разу з регіону Мурсія, «УКАМ Мурсія» з Сегунда Дивізіону Б, але грав за резервну команду клубу у Терсера Дивізіоні. У вище вказаному турнірі відзначився 13-ма голами, завдяки чому став найкращим бомбардиром сезону у «Мурсії Б» та другим найкращим бомбардиром 13-ї групи Терсара Дивізіону.
27 травня 2021 року «Кадіс» оголосив через свої офіційні ЗМІ про реєстрацію нападника з Кадіса протягом двох сезонів, щоб стати частиною резервної команди у Сегунді Федерасьйон.
Наприкінці вересня того ж року тренер першої команди «Кадіса» Альваро Сервера покликав Педро тренуватися з першою командою, і того ж вихідного дня він увійшов до заявки на офіційні матчі.
2 жовтня 2021 року в нічийному (0:0) матчі 8-го туру Прімера Дивізіону Іспанії проти «Валенсії» на стадіоні Нуево Міранділья, в якому на 60-й хвилині замінив Альваро Негредо.
30 листопада 2021 року представник Прімери Федерасьйон «Сан-Фернандо» офіційно оголосив про оренду Педро Беніто в «Кадіса» до завершення сезону 2021/22 років.
2 липня 2022 року підписав контракт з представником Прімери Федерасьйон «СС Реєс».
19 червня 2023 року Альбасете Баломпіє з Сегунда Дивізіону оголосив про підписання гравця на наступний сезон.

## Кар'єра в збірній
Висловив бажання грати за збірну України.

## Особисте життя
Батько, Альберто Беніто, професіональний футболіст, виступав на позиції півзахисника за «Кадіс» з іспанської Прімери. Мати — українка .
Вболівальник «Кадіса», Беніто також є відомий у TikTok, у його акаунті понад мільйон підписників.